# 星空色的少女心
《星空色的少女心》（日语：乙女のはらわた星の色）為日本漫畫家於《Jump Square》連載漫畫作品。2019年1月号到2020年3月号連載。

## 故事内容
二十年前降落到地球上的外星人「韦维人」的目的，是为与被侵略的地球人結婚。韦维人是通过与异种族的杂交，获得了能力的多样性的外星人，在地球上也以那个为目标。
为登上国政最高层，以保护“纯血地球人”为目的，考入了由韦维人设立的精英学校“森陵学园”。但是森陵学园鼓励与外星人异性恋，世间称之为“婚姻活動学园”。
源能继续守护操守吗……！？

## 登场人物

### 友玄会
犬飼 ゲン
为了保护地球人而进入森陵学园。对韦维星人的恋爱持怀疑态度。
ミツヨシ
源的同班同学以及朋友。
ミリカ
韦维星人。喜欢上别人的话有冒火的能力。
タレラ
韦维星人。长着兽耳和尾巴。
キゥリプ
韦维星人。拥有操作接触到的对方的快乐中枢的能力。

### 小手球会
大間々町 真鶴(おおまままち まなづる)
进行校内警察活动的社团・小手毬会的会长。
ミロミィ
韦维星人。小手球会所属的二年级学生。语调和张弛是其特征。
スゥヴィ
韦维星人。小手球会所属。操纵催眠波动。

### 翠嵐会
クナキオ
引起各种事件的臭名昭著的社团・翠岚会的会长。
強羅 浩嗣(ごうら ひろつぐ)
肌肉发达的翠岚会的副会长。凭借翠岚会的力量成为美少女的身姿。
ヒロト
翠嵐会成员。
ザリザ
翠嵐会成员。

## 出版书籍
| 卷數 | 集英社        | 集英社                 |
| 卷數 | 发售日期      | ISBN                   |
| ---- | ------------- | ---------------------- |
| 1    | 2019年3月4日  | ISBN 978-4-08-881771-2 |
| 2    | 2019年7月4日  | ISBN 978-4-08-881891-7 |
| 3    | 2019年11月1日 | ISBN 978-4-08-882111-5 |
| 4    | 2020年3月4日  | ISBN 978-4-08-882238-9 |